# Pediana regina
Espèce
Synonymes
- Heteropoda regina L. Koch, 1875

Pediana regina est une espèce d'araignées aranéomorphes de la famille des Sparassidae.

## Distribution
Cette espèce est endémique d'Australie.

## Description
La carapace du mâle décrit par Hirst en, 1989 mesure 5,7 mm de long sur 5,3 mm et l'abdomen 7,0 mm de long sur 3,8 mm et la carapace de la femelle mesure 7,9 mm de long sur 7,4 mm et l'abdomen 13,2 mm de long sur 9,2 mm

## Systématique et taxinomie
Cette espèce a été décrite sous le protonyme Heteropoda regina par L. Koch en 1875.
Pediana regina isopedina a été placée en synonymie avec Pediana horni par Nentwig, Blick, Gloor, Jäger et Kropf en 2019.

## Publication originale
- L. Koch, 1875 : Die Arachniden Australiens. Nürnberg, vol. 1, p. 577-740 (texte intégral).